# Храм Параскевы Пятницы (Погорельцево)
Храм Свято́й Великому́ченицы Параске́вы Пя́тницы — православный храм в селе Погорельцево Железногорского района Курской области. Относится к Железногорской епархии Русской православной церкви. Памятник архитектуры и градостроительства регионального значения.

## История
Приход церкви Параскевы Пятницы существовал, по крайней мере, с конца XVI века. Согласно Писцовым книгам 1628 года однодворцы Беседины и Локтионовы владели частью земель близ Погорельцево, а другая часть земли принадлежала самой церкви. Церковь была деревянной, много раз перестраивалась. Последняя деревянная церковь в селе Погорельцево, состоящая из одного престола, была построена в 1842 году.
К началу XX века приход церкви увеличился настолько, что потребовалось сооружение нового большого храма. Приход Пятницкой церкви в то время был самым большим в Дмитриевском уезде. Сюда приходили молиться из соседних деревень — Мокрыжа, Снецкого, Воропаева. При храме находилась приходская школа.
В 1903 году началось строительство существующей ныне каменной церкви. Строили по образу храма Архангела Михаила села Глебово Фатежского уезда, архитектором которого был Николай Михайлович Грушевский. Строительство велось исключительно на народные деньги. В 1914 году храм был окончательно достроен и освящён в десятую пятницу после Пасхи. Однако действовал он недолго. Храм был закрыт в сентябре 1929 года и отдан под склад для зерна и удобрений. Последнего священника арестовали и отправили в лагерь. Монахиня Пятницкого храма Агафья Локтионова была репрессирована по делу «группы освобождения церкви». В 1945 году храм разрешили открыть вновь, однако к тому времени он уже потерял свой облик. В 1963 году храм был закрыт опять «по неимению священника».
В 1992 году был воссоздан приход, началось восстановление церкви, которое продолжается до сих пор.
В Государственном архиве Курской области хранятся метрические книги Пятницкой церкви за 1867, 1873, 1877, 1880, 1882, 1884, 1890 и 1895 годы.